# 伊藤泰信
伊藤 泰信（いとう やすのぶ、1970年 - ）は、日本の文化人類学者。北陸先端科学技術大学院大学知識科学系教授。日本学術会議会員。専門社会調査士。

## 人物・経歴
福井県福井市出身。九州大学大学院比較社会文化研究科博士課程単位取得後、2005年に「科学技術知識の生成と受容における文化：日本における遺伝子治療研究の事例から」で九州大学より博士（比較社会文化）の学位を取得。
2001年から2003年まで日本学術振興会特別研究員、2003年から2005年まで大分県立芸術文化短期大学国際文化学科専任講師を務めた。
2005年4月、北陸先端科学技術大学院大学知識科学研究科助教授として着任。その後、准教授を経て、教授。
この間、2011年から2021年までロンドン大学ユニバーシティ・カレッジ・ロンドン人類学部客員研究員、2011年にランカスター大学客員研究員、2012年から2013年まで大阪大学グローバルコラボレーションセンター招へい准教授、2013年にパロアルト研究所客員研究員を務めた。また、2021年から藤田医科大学医学部客員教授を兼任。
2018年より、日本学術会議特任連携会員、2020年より、日本学術会議会員連携会員、2023年より日本学術会議会員（第一部）。専門は文化人類学、知識社会学、科学社会学、科学技術史など。

## 受賞歴
- 2008年3月：第7回日本オセアニア学会賞[1][5]
- 2012年10月：専門社会調査士[5]
- 2017年12月：科学技術社会論学会科学技術社会論・柿内賢信記念賞実践賞[5]
- 2021年7月：The 8th International Conference on the Human Side of Service Engineering (AHFE HSSE 2021) BEST PAPER AWARD (1st Place)（Kagari Otaniと共同受賞）[5]
- 2023年6月：産学連携学会第21回大会奨励賞（青野友親、中田泰子と共同受賞）[5]
- 2023年6月：サービス学会第11回国内大会現場実践賞（山口宏美と共同受賞）[5]
- 2024年7月：The 11th International Conference on the Human Side of Service Engineering (AHFE HSSE 2024) Best Paper Award (Honorable Mention)（Maya Kondoと共同受賞）[5]
- 2024年7月：The 11th International Conference on the Human Side of Service Engineering (AHFE HSSE 2024) Best Student Paper（Tomoyuki SHIGETA、Tomohiro UEMURAと共同受賞）[5]

## 著作
- 『先住民の知識人類学 : ニュージーランド=マオリの知と社会に関するエスノグラフィ』世界思想社、2007年2月

### 共著
- 八巻惠子編『企業実践のエスノグラフィ』東方出版、2020年
- 錦織宏・三好沙耶佳編『指導医のための医学教育学──実践と科学の往復』京都大学学術出版会、2020年
- 飯田淳子・錦織宏編『医師・医学生のための人類学・社会学――臨床症例／事例で学ぶ』ナカニシヤ出版、2021年

### 翻訳
- 「アン・ジョーダン『アジアにおける企業人類学／ビジネス人類学の意義（Ann Jordan, The Significance of Enterprise Anthropology in Asia）』」八巻惠子 編『企業実践のエスノグラフィ』東方出版、2020年